# Chiang Kai-shek
Chiang Kai-shek (jiaxiang: Jiangsu 江苏, Yixing 宜兴) (Fenghua, 31 oktober 1887 – Taipei, 5 april 1975), ook gespeld als Tsjang Kai-Sjek (Kantonese uitspraak) of Jiang Jieshi (Mandarijnse uitspraak), was een Chinees nationalistisch politicus. Hij was afkomstig uit de gezeten burgerij. Hij sloot zich aan bij de Revolutionaire Liga van Sun Yat-sen, die in 1911 werd omgedoopt tot Kwomintang (in het Westen dikwijls afgekort als KMT).

## Vroege carrière
Chiang nam actief deel aan de Xinhai-revolutie die zich in twee stadia voltrok: in 1911 werd China een constitutionele monarchie en in 1912 een republiek. Sun Yat-sen werd de eerste president, maar moest dit ambt spoedig afstaan aan de laatste premier van de Qing-dynastie, generaal Yuan Shikai.
Yuan Shikai bleek niet in staat het land krachtig te leiden en spoedig na diens aantreden viel China uiteen in diverse kleinere en grote gebieden onder leiding van krijgsheren. Dat waren voormalige generaals en officieren die in dienst stonden van de keizer of soms ook opstandige revolutionairen. Yuan overleed in 1916. Zijn opvolgers bleken ook zwakke leiders.

## Plaatsvervanger van Sun Yat-sen
Sun Yat-sen had inmiddels contact opgenomen met de Sovjet-Unie die bereid was de Kwomintang aan de macht te brengen, mits leden van de  Communistische Partij van China (CPC) tot de KMT mochten toetreden. Sun ging hiermee akkoord en er kwam een verenigd front met de communisten tot stand. Sun werd generalissimo van de nationalistische legers en partijleider. Chiang werd zijn plaatsvervanger en hij werd in 1923 naar Moskou gestuurd voor een training aan een Militaire Academie.
Inmiddels wist Sun met behulp van de nationalistische legers en de logistieke steun van de Sovjets zuidelijk China op de krijgsheren te veroveren. In 1924 keerde Chiang naar China terug en werd directeur van de Militaire Academie van Whampoa. Een jaar later werd hij de hoogste bevelhebber van het Nationale Revolutionaire Leger en bleef op deze positie tot het laatste moment. Chiang was sinds zijn verblijf in de Sovjet-Unie een heftige anticommunist geworden, hij indoctrineerde zijn studenten met anticommunistische en nationalistische propaganda.

## Voorzitter van de Kwomintang en regeringsleider
Na de dood van Sun in 1925 nam de invloed van Chiang in de Kwomintang toe. De linkervleugel van de partij zag Wang Jingwei als leider, maar Chiang wist deze dreiging in 1928 te neutraliseren. Chiang werd opperbevelhebber van de nationalistische legers en leidde - nog steeds met communistische steun - de Noordelijke Campagne. De campagne was een groot succes en de meeste noordelijke krijgsheren gaven zich over of sloten pacten met Chiang en de nationalisten. In 1928 werd Chiang voorzitter van de nationalistische regering te Nanjing (de voorlopige hoofdstad van de Republiek China (1928-1949)) en voorzitter van de KMT. In datzelfde jaar verbrak hij de coalitie met de communisten en begon een heksenjacht tegen hen. 
Na zijn echtscheiding van Mao Fumei in 1927 hertrouwde Chiang met Soong Mei-ling, afkomstig uit een methodistisch christelijke familie en de jongere zuster van Soong Ching-ling, de weduwe van Sun Yat-sen. In 1930 werd Chiang ook methodistisch christen.

## Verenigd Front met de communisten tegen Japan

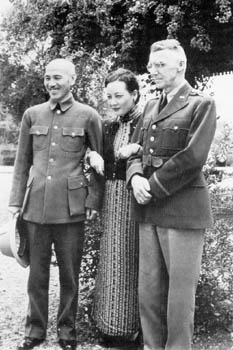
Generalissimo Chiang Kai-shek met zijn vrouw Soong Mei-ling en generaal Joseph Stilwell in Birma (1942)

Vanaf het begin van de jaren dertig trachtten de Japanners hun invloed in Noord-China (Mantsjoerije) te vergroten. Na het zogenoemde Mukden-incident in 1931, viel Mantsjoerije voor een groot deel in Japanse handen. De Japanse regering installeerde aldaar een marionettenregering. Hetzelfde deden ze bij het Mongoolse grensgebied, dat de Japanners ook controleerden.
Veel generaals die Chiang trouw waren, zagen de bestrijding van de Japanners als de topprioriteit, en wensten de strijd tegen de communisten uit te stellen. In 1936 wist de noordelijke krijgsheer en tevens maarschalk in Chiangs leger, de jonge Zhang Xueliang, hem te Xi'an te gijzelen en een verenigd front met de communisten af te dwingen. Na een paar dagen wist Chiang - nadat zijn agenten hadden onderhandeld met Zhang - zonder kleerscheuren vrij te komen en werd Zhang onder huisarrest gesteld (hij werd de langst gevangenzittend politieke gevangene van de twintigste eeuw).
Na het Marco Polobrugincident verklaarde Japan aan China officieel de oorlog in 1937. Chiang zag nu in dat een verenigd front met de communisten noodzakelijk was en hij nam contact op met CPC-leider Mao Zedong. Samen met de communisten wisten de nationalisten tot 1945 in een nationaal front de Japanners te bevechten waarbij beide partijen overigens elkaar gevaarlijker vonden dan Japan. De Chinese communisten hebben nauwelijks tegen de Japanners gevochten maar des te meer tegen de Kwomintang. In 1943 werd Chiang president van China. Hij ontving veel onderscheidingen waaronder de Amerikaanse Army Distinguished Service Medal. 
Na de Tweede Wereldoorlog vielen beide kampen elkaar weer aan. Het leek er aanvankelijk op dat Chiang als overwinnaar uit de Chinese Burgeroorlog (1945-1949) tevoorschijn zouden komen. In 1946 legden de Chinese communisten contact met de Russen in Mantsjoerije die de spoorwegverbindingen met en binnen het communistische gebied herstelden. Jozef Stalin voorzag de communisten, tijdens een door generaal Marshall eenzijdig aan de Kwomintang opgelegde wapenstilstand van vier maanden, treinladingen vol met Japanse, Duitse en Russische zware wapens, vliegtuigen en moderne training. Daardoor leden de Nationalisten reeds in 1948 enorme nederlagen tegen Mao's legers en wist de CPC uiteindelijk de overhand te behalen.

## President van Republiek China op Taiwan
In 1948 trad Chiang af als president en werd vervangen door de liberale Li Tsung-jen. Li trachtte tevergeefs via onderhandelingen vrede te sluiten met de communisten. In 1949 vluchtte Chiang naar het eiland Taiwan, waar hij en ongeveer 2 miljoen volgelingen die hem achterna waren gekomen, zich vestigden. De Republiek China bleef voortbestaan op Taiwan, en de de facto zetel van Nationalistisch China werd Taipei (de jure was Nanjing nog steeds de hoofdstad).
In 1950 werd Chiang opnieuw als president van China "verkozen". Met de hulp van de Verenigde Staten wist Chiang zich te handhaven op Taiwan. Hij bouwde het leger opnieuw op met de hoop om het vasteland van China te heroveren. Tot 1971 werd de regering van de Republiek China als de enige legitieme vertegenwoordiger van China gezien door de grote mogendheden. Pas in 1971 erkende de Verenigde Naties de Volksrepubliek China als soeverein land, ruim 20 jaar na de stichting in 1949. Toen pas nam de communistische regering in Peking de permanente zetel in de Veiligheidsraad in. Deze was tot op dat moment door de regering van Taipei bezet. De protesten van de regering van de Republiek China mochten niet baten.
Chiang overleed in 1975 op Taiwan. Zijn zoon Chiang Ching-kuo volgde hem op als hoofd van de KMT en werd premier en later president van Republiek China (Taiwan).

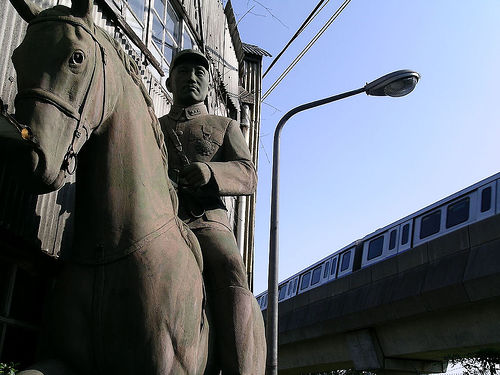
Beeld van Chiang
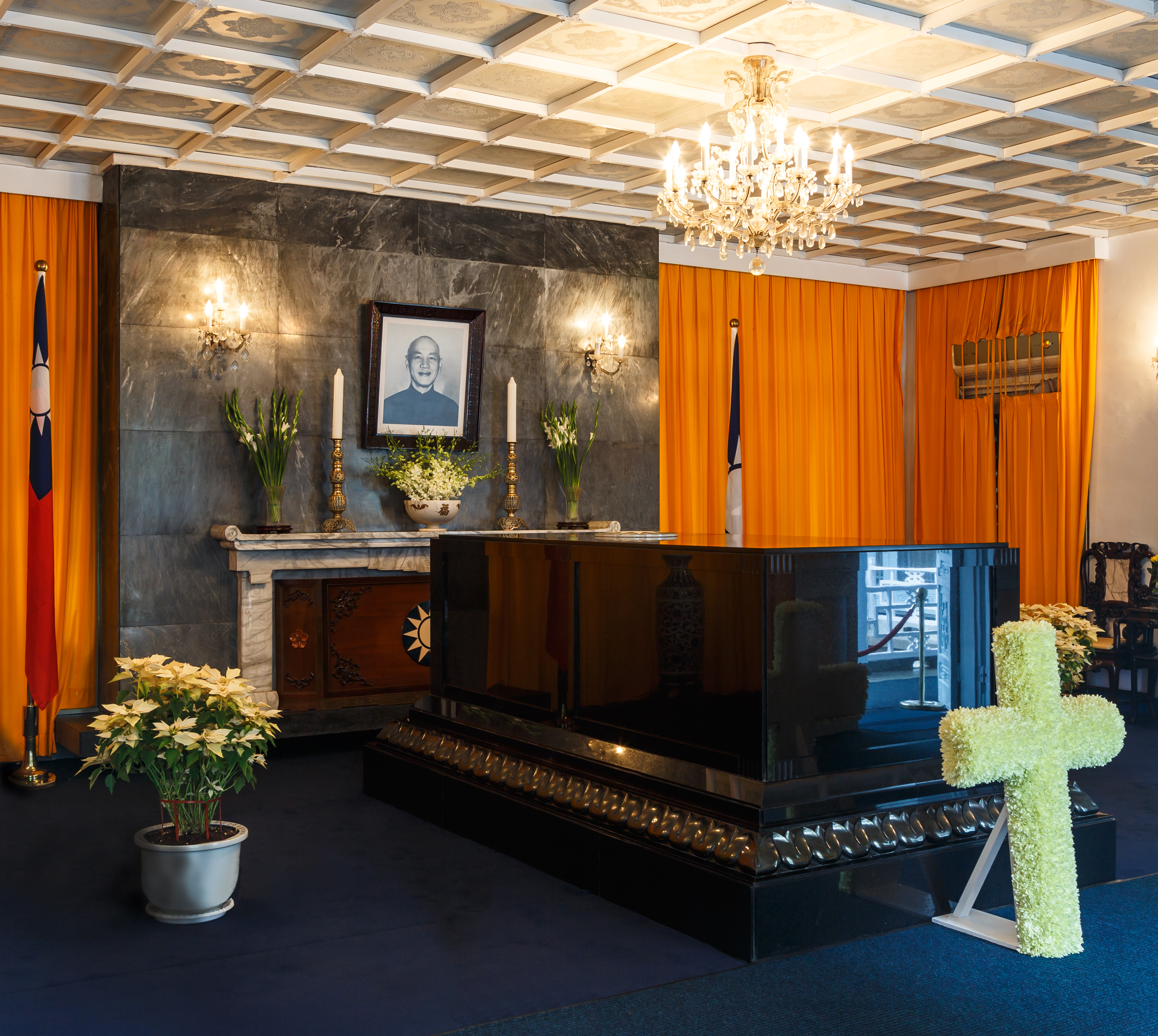
De tombe van Chiang
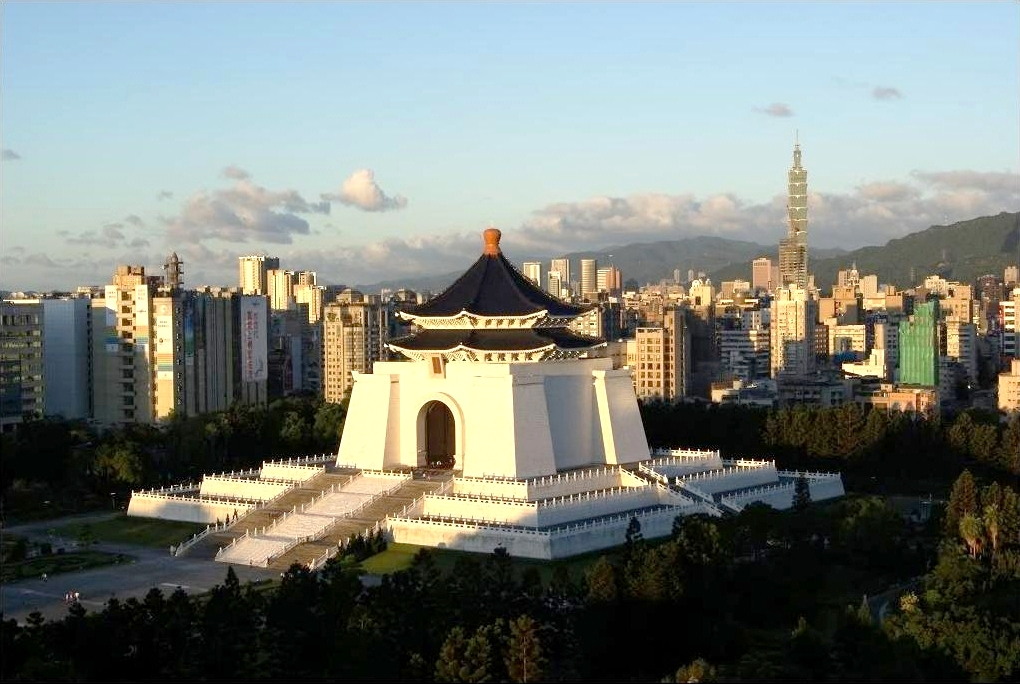
De Herdenkingshal van Chiang Kai-shek (1980) in Taipei
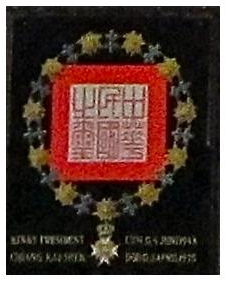
Wapenbord van Chiang als Ridder in de Serafijnenorde in de Riddarholmskyrkan in Stockholm. Het gaat hier niet om een wapen zoals in de Europese heraldiek maar om een kunstig gekalligrafeerd zegel met de keten van de orde.

## Naslagwerk
- (en)  Jonathan Fenby Generalissimo Chiang Kai-Shek and the China he lost, Free Press (2003) ISBN 9780743231459